# چاهان (نیک‌شهر)
چاهان، روستایی در دهستان چاهان بخش مرکزی شهرستان نیک‌شهر در استان سیستان و بلوچستان ایران است. این روستا مرکز دهستان چاهان است.

## جمعیت
جمعیت این روستا بر اساس سرشماری نفوس و مسکن در سال ۱۳۹۵، ۷۲۷ نفر (۱۷۰ خانوار) بوده است.